# Iñaki León
Iñaki León Merino (Vitoria, 13 de febrero de 2000) es un futbolista español que juega como defensa central en el C. D. Coria de la Segunda Federación.

## Trayectoria
Nacido en Vitoria, representa Deportivo Alavés y Getafe CF como juvenil. El 30 de junio de 2019, tras finalizar su formación, firma por el CD Torrijos de la extinta Tercera División. El 19 de julio de 2021 renueva su contrato con el club por una temporada más, sin embargo el siguiente 28 de diciembre firma por el CF Fuenlabrada para jugar en su filial en la quinta categoría nacional.
Iñaki debuta con el primer equipo del CF Fuenlabrada el 6 de enero de 2022 al partir como titular en una derrota por 0-1 frente al Cádiz CF en Copa del Rey.
En verano de 2023, abandona el filial del Fuenlabrada para fichar por el C. D. Coria de la Tercera Federación, con el que logra el ascenso a Segunda Federación esa misma temporada.

## Clubes
Actualizado al último partido disputado el 10 de noviembre de 2024.
| Club                    | País   | Año       | Partidos | Goles |
| ----------------------- | ------ | --------- | -------- | ----- |
| CD Torrijos             | España | 2019-2021 | 68       | 2     |
| CF Fuenlabrada Promesas | España | 2021-2023 | 37       | 0     |
| CF Fuenlabrada          | España | 2022-2023 | 2        | 0     |
| C. D. Coria             | España | 2023-act. | 44       | 4     |